# Clownhouse
Clownhouse es una película de terror de 1989 escrita y dirigida por Victor Salva. Fue nominada para el Gran Premio del Jurado en la categoría de drama en el Festival de Cine de Sundance de 1989.

## Argumento
Clownhouse sigue la historia de Casey un niño que vive en el condado de Poho y cuya vida está marcada por un intenso miedo a los payasos. Sus dos hermanos mayores Geoffrey y Randy, no suelen ser de gran ayuda para el, aunque Geoffrey muestra algo más de comprensión.
Una noche, mientras los tres están solos en casa, deciden ir a un circo loca para pasar el rato, a pesar de la severa coulrofobia de Casey.
Mientras tanto, tres internos de un hospital psiquiátrico logran escapar y llegar al mismo circo que han asistido los hermanos.
Tras la función, los hermanos regresan a casa creyendo que la noche ha terminado sin embargo el verdadero terror apenas comienza los tres fugitivos han asesinado a los payasos del circo se han apropiado de sus disfraces y maquillajes.Y ahora se dirigen a la casa de los chicos desatando una noche de horror en la que Casey deberá enfrentar sus peores miedos.

## Sobre la película
Clownhouse fue una de las últimas películas slasher de la década de 1980, una década que destaca por la gran cantidad de cintas de esta categoría como Friday the 13th, A Nightmare on Elm Street, Prom Night, y muchas otras.
Aunque en cierta manera puso fin a una década conocida por su intensa violencia y el gore gratuito, Clownhouse no tenía demasiados componentes de ambos aspectos. En lugar de eso, sigue la tradición del Halloween de John Carpenter, limitando la carnicería en pantalla y centrándose en la iluminación, el sonido y el suspense. La película también contiene un mensaje sobre los temores de la humanidad. En el texto final que aparece en pantalla se lee:

«Nadie puede esconderse de sus temores; como son una parte de él, siempre sabe dónde se esconde.»

El escritor y director Victor Salva pasa la mayor parte del metraje creando situaciones sardónicas que aluden a los personajes y sus posiciones. A lo largo de la película, se toca o se canta frecuentemente una canción, en que una línea dice: "No tengas miedo a la oscuridad, cariño". Momentos después, dos de los hermanos están siendo perseguidos en la noche sin saberlo por dos de los payasos.

### Controversia
La condena de Victor Salva por abusos sexuales sobre el protagonista de Clownhouse fue la razón de su ausencia temporal del cine entre 1996 y 2001. En la década de 1980 Nathan Forrest Winters, el actor principal que interpretó a Casey, denunció a Salva por abuso sexual durante el rodaje de esta película, por lo que se condenó a Salva a cumplir quince meses en la cárcel de un total de tres años. Forrest volvió a presentar cargos contra Salva en 1996, cuando este estrenó su película Powder.
Salva se hizo notar en la industria del cine nuevamente en el 2001, con el estreno de su inesperado éxito Jeepers Creepers, seguida por su secuela del 2003 Jeepers Creepers 2.